# Tmesisternus viridescens
Tmesisternus viridescens är en skalbaggsart som först beskrevs av Thomson 1864. Tmesisternus viridescens ingår i släktet Tmesisternus och familjen långhorningar.
Artens utbredningsområde är Västpapua. Inga underarter finns listade i Catalogue of Life.